# Francesc Sempere Fernández de Mesa
Francesc Sempere Fernández de Mesa (Albaida, 1915-1996) va ser un pintor valencià, conegut pel pseudònim de Messa.
Tot i haver nascut a la dècada de 1910, els seus inicis en l'art són tardans. Es formà en la postguerra en contacte amb Segrelles i Monjalés. Va ser membre fundador, a Barcelona, del grup Cinquena Forma (1964) juntament amb Salvador Aulèstia, Albert Coma Estadella, José María Kaydeda, Lluís Rey Polo i Modest Rodríguez-Cruells. Fins als anys seixanta no faria aparicions públiques amb la seua obra. Tota la seua trajectòria estaria marcada per l'experimentació constant.
Inicialment, es va inspirar en artistes que practicaven els estils dominants i va començar en l'art juntament amb els artistes d'Albaida Josep Segrelles i Monjalés. A esta etapa inicial li segueix una altra coneguda com etapa blanca, per les pintures i escultures marcades per l'ús d'aquell color. Posteriorment vindria una nova etapa marcada per un erotisme ingenu. Les exposicions de Messa serien prohibides de manera continuada baix l'acusació d'obscenitat, i en 1974 se censuraria l'obra Homenatge a Zabaleta per intervenció del governador civil de València. Finalment, s'encabussaria en el que ell va definir com art gandul, la realització d'obres on reaprofitava objectes o coses fetes per altres. El cim d'esta etapa vindria quan realitzara obres, a mitjan camí entre l'escultura i l'environnement, amb paper de diari.
Va evolucionar de l'abstracció al realisme crític amb la incorporació d'objectes als quadres, una tendència coneguda com a Nova Figuració. Entre els anys setanta i els vuitanta realitzà decoracions murals. Exposà a diferents ciutats, com per exemple l'any 1966 a l'Ateneu Mercantil de València, i el 1984 protagonitza una de les primeres exposicions de la Sala Parpalló de València. Es realitza una exposició retrospectiva a Alcoi en 1995. Té obres a diferents museus com el de Vilafamés.